# Mapa Pastor
Cristina Pastor Miró, conocida artísticamente como Mapa Pastor (Alcoy, Valencia, 1966 ) es una montadora y editora de cine española, ganadora de varios premios, entre ellos el Gaudí al mejor montaje y el Goya al mejor montaje.

## Biografía
Cristina Pastor comenzó a estudiar en la universidad filosofía y biología, pero los dejó para dedicarse a la música, como bajista de "45 Revolutions", y la fotografía. Más tarde estudió Imagen y Sonido, y al terminar trabajó en edición y postproducción en el canal autonómico de la televisión valenciana Canal 9 . Como asistente de montaje debutó con las películas La comunidad, Pasos de baile y 800 balas, Crimen ferpecto o Palmeras en la nieve de Daniel Monzón y Álex de la Iglesia.
Debutó como montadora con Santiago Segura en Torrente 3: El protector y alcanzó su primer gran éxito en 2009 con la película Celda 211, con el que consiguió el Goya al mejor montaje, la medalla del CEC al mejor montaje y el Premio Mestre Mateo al mejor montaje.
En 2014 ganó el Premio Gaudí al mejor montaje por su trabajo en El Niño, por lo que fue nuevamente nominada al Goya.
Mapa Pastor también es profesora en la Escuela de Cinematografía y del Audiovisual de la Comunidad de Madrid (ECAM).

## Filmografía
- Torrente 3: El protector (2005)
- Memorias de una guerrillera (2007)
- Plutón BRB Nero (tres episodios, 2008)
- Celda 211 (2009)[9]
- El Kaserón (2010)
- Bestezuelas (2010)
- Hay alguien ahí (2010)
- Silencio en la nieve (2011)
- Buscando a Eimish (2012)
- Evelyn (2012)
- Presentimientos (2013)
- El Niño (2014)
- La playa de los ahogados (2015)
- Francisco: El padre Jorge (2015)
- Los del túnel (2016)
- Zona hostil (2017)
- Yucatán (2018)
- Bajo el Mismo techo (2019)
- Historias lamentables (2020)